# Dante Vanzeir
Dante Vanzeir (* 16. April 1998 in Beringen) ist ein belgischer Fußballspieler. Der Stürmer steht seit 2025 bei KAA Gent unter Vertrag.

## Karriere

### Verein
Vanzeir stammt aus der Jugend des Berkenbos VV und wechselte 2004 in den Nachwuchs des Erstligisten KRC Genk. Dort gab Vanzeir sein Profidebüt am 18. September 2016 gegen den RSC Anderlecht. Infolge eines Kreuzbandrisses fiel er ab Mitte Oktober 2016 für den Rest der Saison verletzt aus. In der Saison 2017/18 gehörte er bei den meisten Spielen nicht zum Kader. Tatsächlich stand er nur bei fünf von 40 Spielen auf dem Platz, dabei bei keinem über die gesamte Dauer.
Dennoch wurde sein Vertrag im Juni 2018 von Genk um ein Jahr verlängert, so dass er jetzt bis Sommer 2021 bei dem Verein unter Vertrag stand. Zugleich wurde Vanzeir für die Saison 2018/19 an den KFCO Beerschot Wilrijk, der in der Zweiten Division spielt, ausgeliehen. Dort entwickelte er sich zum Stammspieler, der in 37 von 40 Partien eingesetzt wurde.
Zur Verlängerung dieser Ausleihe kam es trotz Bemühungen von Beerschot nicht. Kurzfristig stand Vanzeir im Kader von Genk und gewann mit diesem Verein den Belgischen Supercup gegen den KV Mechelen. Danach wurde für die Saison 2019/20 eine erneute Ausleihe abgeschlossen, ausgerechnet an den KV Mechelen, der in dieser Saison in der Ersten Division spielte.
Für Mechelen bestritt er 18 von 29 möglichen Spielen in der Division 1A, bevor diese aufgrund der COVID-19-Pandemie abgebrochen wurde. Zum Saisonende kehrte er zunächst in den Kader von Genk zurück. Ende Juli 2020 wechselte er zu Royale Union Saint-Gilloise in der Division 1B und unterschrieb dort einen Vertrag mit einer Laufzeit über drei Jahren mit einer Option für ein weiteres Jahr. Zur Saison 2021/22 stieg Union Saint-Gilloise in die Division 1A auf. In der Saison 2021/22 bestritt er 35 von 40 möglichen Ligaspielen für Saint-Gilloise, bei denen er 14 Tore schoss, und ein Pokalspiel. Lediglich bei fünf Ligaspielen fehlte er, für die er nach einer roten Karte nach einem Faustschlag gegen Valentine Ozornwafor im Spiel gegen Sporting Charleroi am 12. Februar 2022 gesperrt war. In der nächsten Saison bestritt er 20 von 23 möglichen Ligaspielen für Saint Gilloise, in denen er neun Tore schoss, sowie ein Pokalspiel und sieben Spiele im Europapokal mit zwei Toren.
Anfang Februar 2023 wechselte er in die Vereinigten Staaten zu den New York Red Bulls und unterschrieb dort einen Vertrag mit einer Laufzeit bis zum Ende der Saison 2027 mit einer Verlängerungsoption.
Am 24. Januar 2025 kehrte Vanzeir nach Belgien zurück und unterschrieb bei KAA Gent bis Juni 2028 für eine Ablösesumme von 3 Millionen Dollar.

### Nationalmannschaft
Für die U-16-Nationalmannschaft kam Vanzeir achtmal zum Einsatz und erzielte dabei ein Tor. Mit der U-17 nahm er im Mai 2015 zunächst an der U-17-Europameisterschaft in Bulgarien teil und erreichte mit der Mannschaft das Halbfinale, das sie für die U-17-Weltmeisterschaft in Chile qualifizierte. Dort kam er mit dem Team bis ins Halbfinale. In 2016 stand er im Kader der belgischen U-19-Nationalmannschaft.
Am 6. September 2019 stand er erstmals für die belgischen U-21-Nationalmannschaft im Rahmen eines Qualifikationsspieles zur U-21-Europameisterschaft 2021 gegen Wales auf dem Platz. Insgesamt bestritt er für diese fünf von acht Qualifikationsspielen. Für das Endturnier qualifizierte sich Belgien nicht.
Beim WM-Qualifikationsspiel gegen Wales am 16. November 2021 bestritt er seine bisher einzige Partie für die A-Nationalmannschaft. Bei der Weltmeisterschaft 2022 gehörte er nicht zum belgischen Kader.

## Erfolge
- Belgischer Superpokalsieger: 2019